# 바일레 BK
바일레 BK(덴마크어: Vejle Boldklub)는 바일레를 연고로 하는 덴마크의 축구 클럽이며 현재는 수페르리가에서 뛰고 있다. 덴마크 리그에서 5번, 덴마크 컵에서 6번 우승한 경력이 있다.

## 역대 성적
- 덴마크 리그 우승 5회 (1958, 1971, 1972, 1978, 1984)
- 덴마크 컵 우승 6회 (1958, 1959, 1972, 1975, 1977, 1981)

## 선수 명단

### 현역
참고: FIFA 자격 규정에 따라 소속된 국가대표팀 국기를 표시합니다. 선수는 복수의 FIFA 비회원국 국적을 가지고 있을 수 있습니다.
| 번호 | 포지션 | 국적       | 이름            |
| ---- | ------ | ---------- | --------------- |
| 3    | DF     |            | 미코 알보르노스 |
| 11   | FW     | 감비아     | 무사 주와라     |
| 38   | DF     | 크로아티아 | 다비드 콜리나   |

| 번호 | 포지션 | 국적 | 이름 |
| ---- | ------ | ---- | ---- |

## 역대 감독
| 감독              | 임기        |
| ----------------- | ----------- |
| 알란 시몬센       | 1991 ~ 1994 |
| 스텐 튀쇼센       | 2003 ~ 2004 |
| 스텐 튀쇼센(대행) | 2016        |
| 콘스탄틴 글커     | 2019 ~ 2021 |